# Valhascos
Valhascos is een plaats (freguesia) in de Portugese gemeente Sardoal en telt 385 inwoners (2001).